# Euploea scudderii
Euploea scudderii är en fjärilsart som beskrevs av Butler 1878. Euploea scudderii ingår i släktet Euploea och familjen praktfjärilar. Inga underarter finns listade i Catalogue of Life.